# ديرنكويو
ديرنكويو هي مدينة بمحافظة نوشهر في منطقة وسط الأناضول بـ تركيا وهي مقر مقاطعة ديرينكويو ‏.
```
اشتهرت 
بالمدينة تحت الأرض
  أو 
مدينة الجن
.
[
4
]
[
5
]
[
6
]
 سميت هذه المدينة تحت الأرض ب ” ديرنكويو” والتي تعني “البئر العميق” نظرا لحجمها الكبير وعمقها الطويل تحت الأرض، ومعروفة أيضا بمدينة الجن.
```

فهذه المدينة لم تكن تحتوي على مساكن للعيش ومطابخ وممرات فحسب… بل ضمت أيضا غرفا لعصر النبيذ وإسطبلات وغرف دينية وحتى مقابر كبيرة أيضا، فالواضح أن الهدف من بناء هذه المدينة تحت الأرض هو الاحتماء والتخفي من أي خطر، حيث كانت بمداخل هذه المدينة صخور كبيرة تتدحرج لسد المنافد ومنع دخول أي خطر.

## هندسة وطريقة البناء
هندسة مدينة ديرنكويو صعبة ودقيقة ومدهشة فهي مبنية داخل صخور بركانية لينة والتي تتطلب بناء أعمدة أساس تتحمل طبقات الأرض هذا يعني أنها بنيت من مواد بناء دقيقة جداً حيث تم التعامل مع تلك الصخور بعناية فائقة.

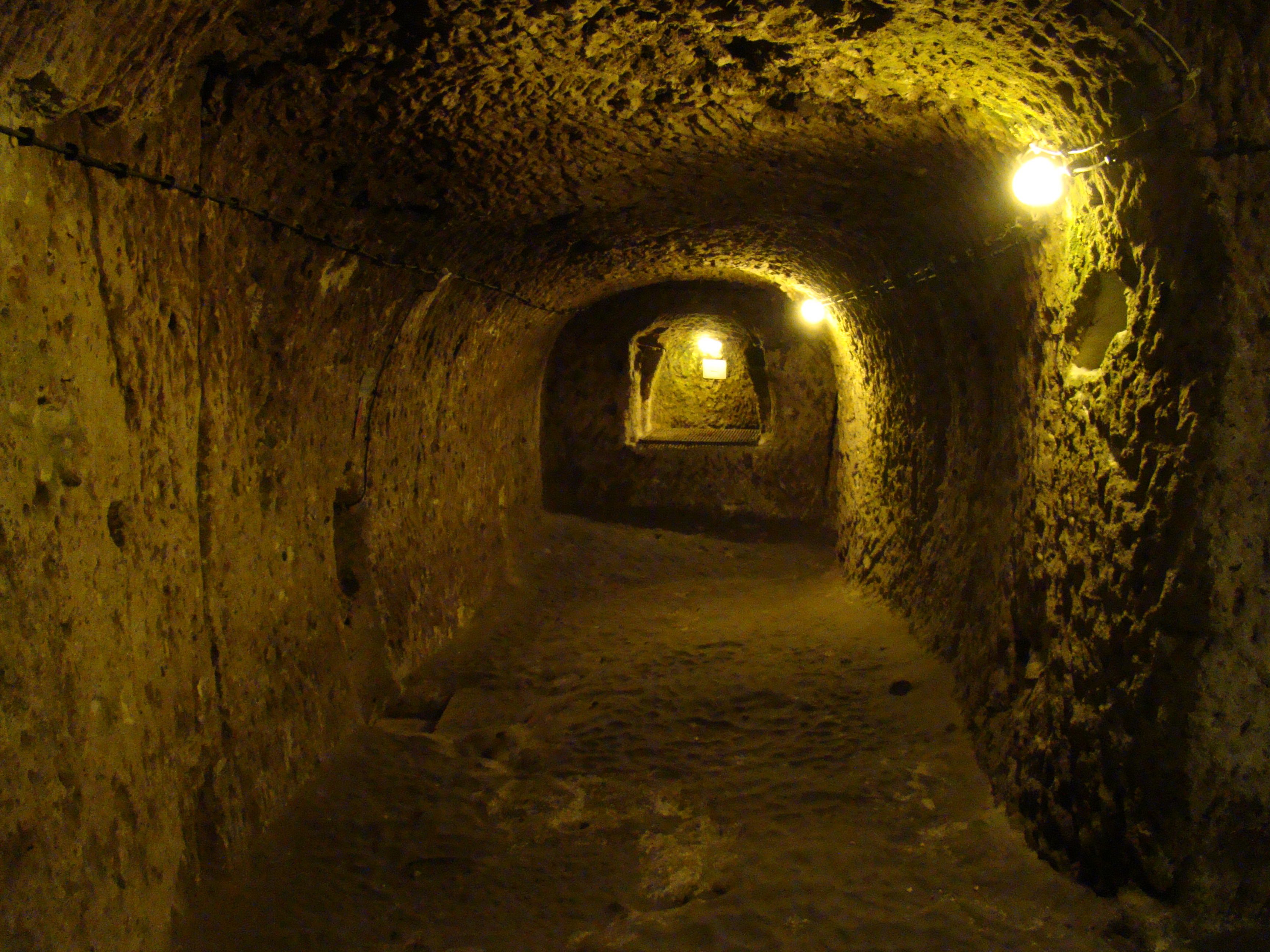
مدينة ديرنكويو تحت الأرض

يقول المهندسون[من؟] أن بناء ديرنكويو هو تحدي كبير لأي حضارة وهذا العمل في تلك الأيام الموغلة في القدم يبدو إعجازياً ولا يقل عن أهرامات الجيزة أو «بوما بونكو» لأنه عمل يوصف بأنه في غاية الإتقان الأمر الذي يصعب على العقل استيعاب طريقة بنائه.[بحاجة لمصدر]
والمثير للدهشة هو عدم وقوع كوارث انسدادية في سراديب أو ممرات ديرنكويو، وبالتشكيك في ان سكان المدينة قد امتلكوا أي من أنواع التكنلوجيا أو طبيعة سكان ديرنكويو الأمر الذي جعل العلماء في حيرة تامة عن طبيعتهم البشرية أو إذا ما تم الاستعانة بحضارات أخرى.[بحاجة لمصدر]
ويؤكد المهندسون المختصون في إعادة بناء الحضارات[من؟] أن إعادة بناء ديرنكويو الجديدة، يعتبر مهمة شبة مستحيلة حتى لو استخدمت في بناءها آلات ومعدات العصر الحديث.
يرى بعض العلماء[من؟] أن البشر لا يمكن لهم في العصور القديمة وبوسائل بدائية بناء مدينة مثل ديرنكويو حيث افترض بعضهم أن ديرنكويو بنيت بواسطة كيانات خارقة وذكية خصوصاً أن الناس يعتقدون بامتلاك الجن لقدرات خارقة.[بحاجة لمصدر]
وقد عرضت قناة هيستوري History برنامجاً بعنوان الكائنات الخارجية القديمة Ancient Aliens وقد خصصت حلقة عن مدينة ديرنكويو في تركيا وفي البرنامج نرى نزعة إلى تبني فكرة تدخل الكائنات الخارجية في صنع حضارات البشر وربما وضعت من أجل إثارة المشاهد للبرنامج، تجد في هذا المقطع صور خارجية وداخلية عن السراديب والأقبية وغيرها.

## طبقات المدينة وحجراتها
يبلغ عمق المدينة أكثر من 85 متر تحت سطح الأرض وهي مجهزة تجهيزاً كافياً للرجال والنساء والأطفال وحتى للماشية، وتمتلك هذه المدينة العديد من وسائل الراحة.
لحد الآن تم اكتشاف 13 طبقة تحت سطح الأرض، ويوجد بهذه المدينة فتحات تهوية تسهل دخول وتوفير الهواء النقي إلى أدنى الطوابق في المدينة، كما يوجد عدد كبير من الغرف وفي الواقع بهذه المدينة مساحة كافية لإيواء أكثر من 20 ألف شخص! كما يوجد أيضا عدد من المعابد الدينية، خزانات طعام، مجاري مياه عذبة وأماكن للحيوانات ووسائل أمن غريبة وذكية.
وهذا مما يجعلنا نتساءل لماذا أراد الناس في ذلك الوقت مغادرة منازلهم والذهاب للعيش تحت الأرض! مع أبواب تزن من 200 إلى 500 كجم ويمكن فتحها وتحريكها لكن من الداخل فقط مما يثبت للعلماء أن من كان يعيش في هذه المدينة كان مختبئ من شيء ما.

## معرض صور

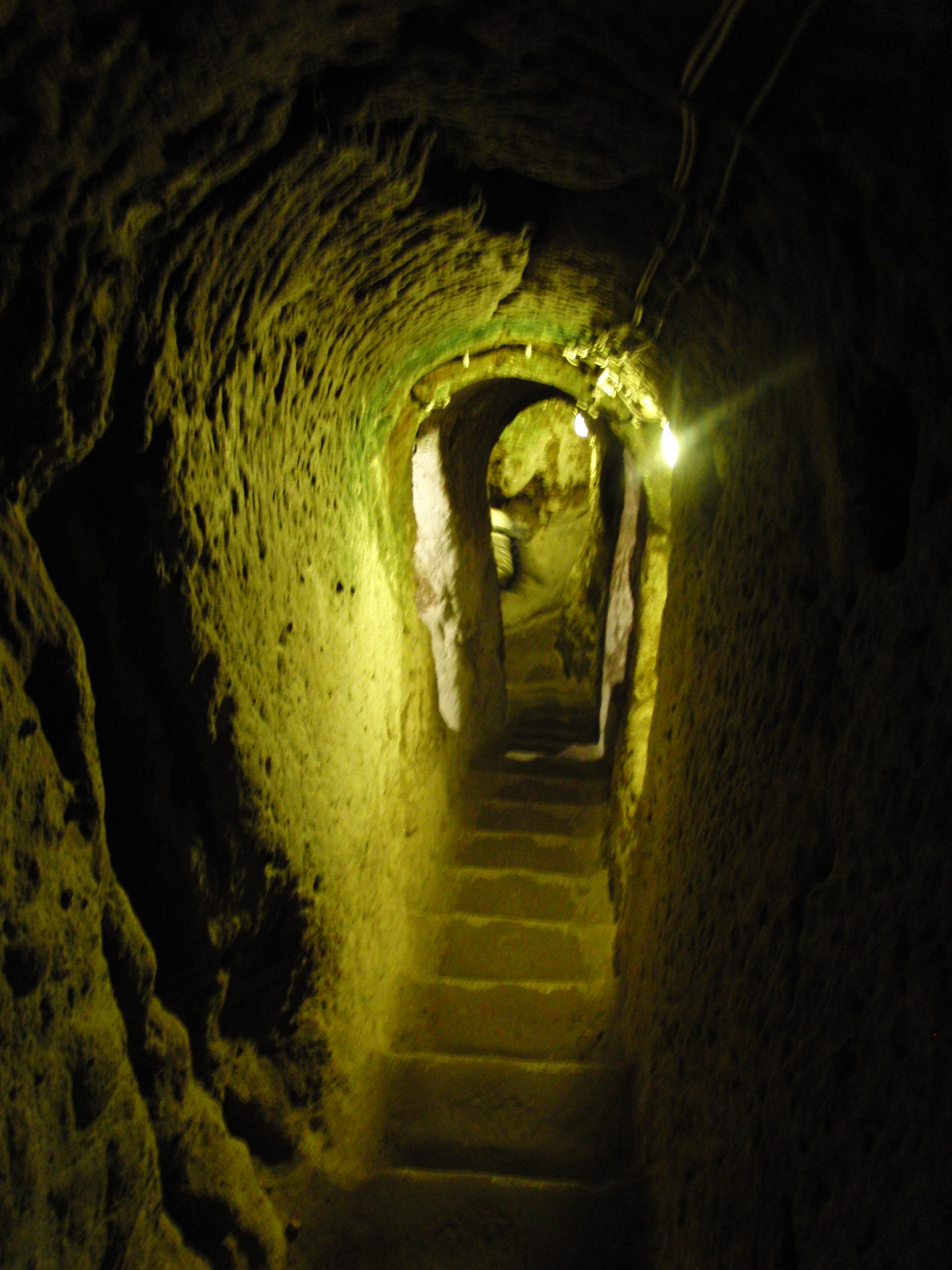
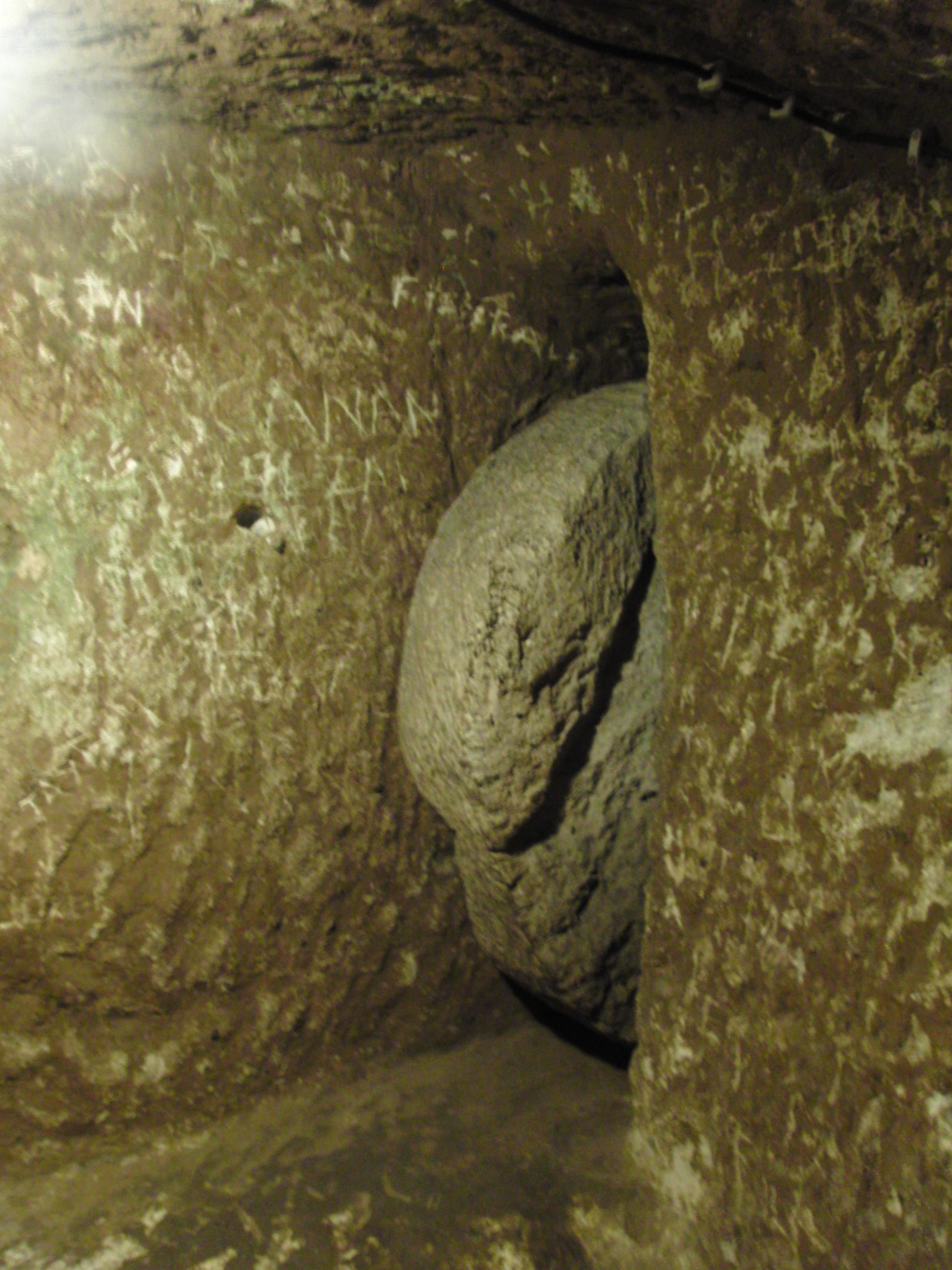
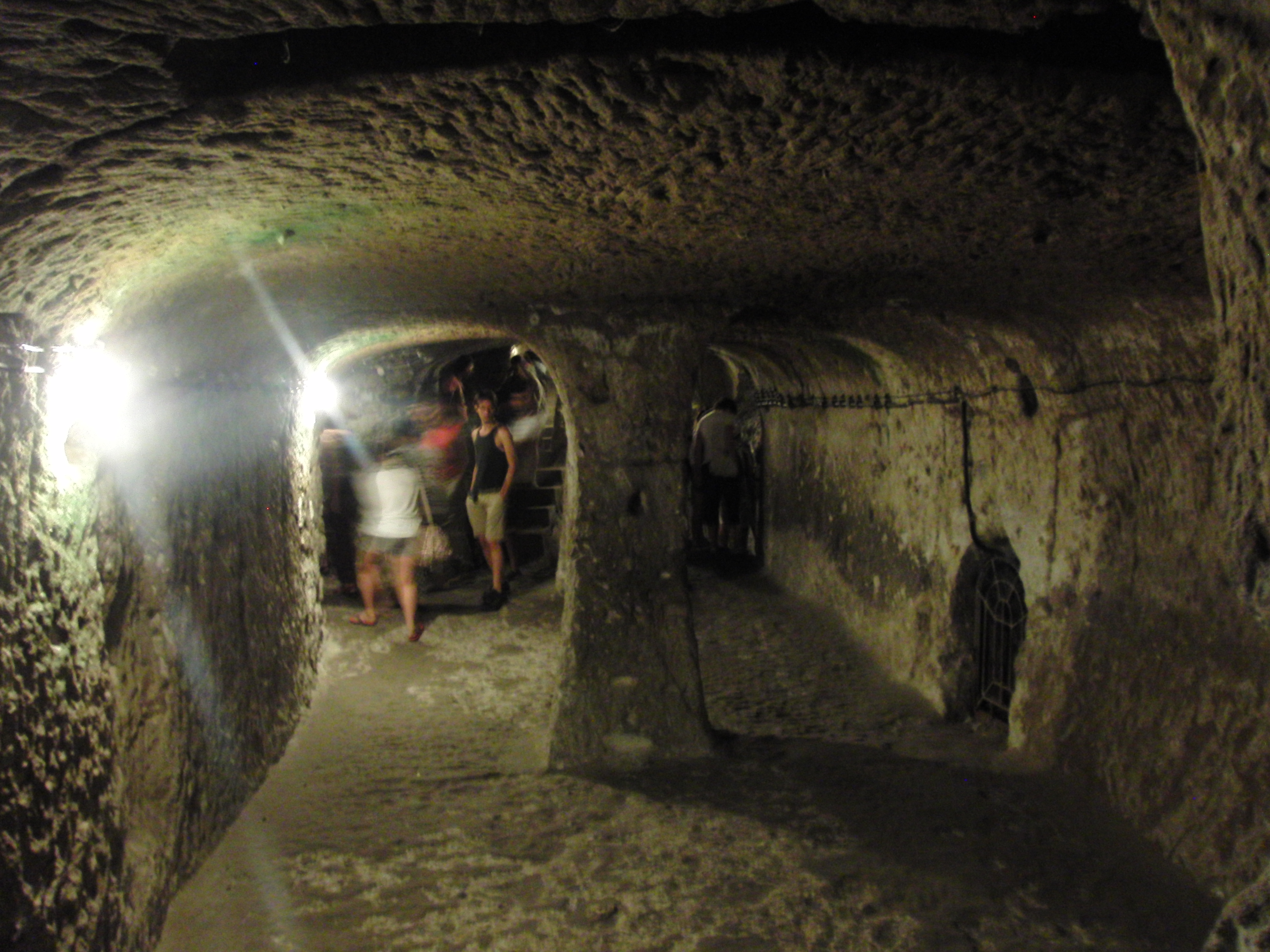